# Josef Velda
Josef Velda (10. září 1930 Debř nad Jizerou – 21. listopadu 1994 v Praze) byl český herec.

## Herecká kariéra
S divadlem začínal nejprve jako ochotník ve Smiřicích. Po studiu na gymnáziu v Hradci Králové absolvoval herectví na pražské DAMU, které dokončil v roce 1953. Své první angažmá získal v mosteckém Divadle pracujících, kde působil v letech 1953–1955 a 1957–1961. Zde vytvořil řadu velkých rolí. V roce 1961 byl angažován do pražského Národního divadla, nejprve jako člen pomocného uměleckého souboru a od roku 1963 až do svého odchodu do důchodu v roce 1992 jakožto řádný člen činoherního souboru.
Ačkoliv se jednalo o herce s velmi jemným a vřelým hlasovým projevem na scéně Národního divadla i v československém filmu obvykle vytvářel spíše vedlejší, drobné a epizodní role. Jeho dobré hlasové dispozice však velice dobře využil zejména Československý rozhlas, kde účinkoval v řadě významných rozhlasových her. V Československé televizi si také zahrál zejména v televizních inscenacích.
Jeho děti dcera Apolena Veldová i syn Martin Velda se také stali herci.

## Práce pro rozhlas
- 1978 Voltaire: Candide, četli Ladislav Trojan, Gabriela Vránová, Marie Drahokoupilová (komorná Paqueta), Josef Chvalina, Josef Velda, Milan Neděla a Miloš Hlavica, překlad: Radovan Krátký, režie: Vladimír Tomeš
- 1990 Jiří Robert Pick: Anekdoty Franci Roubíčka, tragikomedie o muži, který nedokázal neříct anekdotu. Hudba Vladimír Truc. Dramaturg Dušan Všelicha. Režie Josef Červinka. Účinkují: Tomáš Töpfer, Růžena Merunková, Barbora Kodetová, Marie Marešová, Miloš Hlavica, Jiří Lábus, Zdeněk Ornest, Josef Velda, Oldřich Vízner, Martin Velda, Simona Stašová a Jaroslava Kretschmerová. Natočeno v roce 1990.[1]